# Premier League (Libië)
De Premier League is de hoogste voetbaldivisie in Libië.

## Competitie
Er zijn 14 ploegen in de Premier League. Ieder team speelt in totaal 26 wedstrijden (13 thuis, 13 uit). De twee laatste in de stand op het einde van het seizoen degraderen meteen naar de tweede divisie. Die worden vervangen door de eerste twee uit de tweede divisie.

## Clubs 2010/2011
- Al Ahly
- Al Akhdar
- Al Hilal
- Al Ittihad
- Al Madina
- Al Nasr
- Al Olympique
- Al Shat
- Al Swihli
- Al Tirsana
- Darnes Darnah
- Khaleej Sirte

## Landskampioenen
| - 1963/64 - Al Ahly Tripoli - 1964/65 - Al Ittihad - 1965/66 - Al Ittihad - 1966/67 - Al Tahaddy - 1967/68 - Geen kampioenschap - 1968/69 - Al Ittihad - 1969/70 - Al Ahly Benghazi - 1970/71 - Al Ahly Tripoli - 1971/72 - Al Ahly Benghazi - 1972/73 - Al Ahly Tripoli - 1973/74 - Al Ahly Tripoli - 1974/75 - Al Ahly Benghazi - 1975/76 - Al Madina - 1976/77 - Al Tahaddy - 1977/78 - Al Ahly Tripoli - 1978/79 - Kampioenschap niet beëindigd - 1979/80 - Geen kampioenschap - 1980/81 - Geen kampioenschap - 1981/82 - Geen kampioenschap - 1982/83 - Al Madina - 1983/84 - Al Ahly Tripoli - 1984/85 - Al Dhahra - 1985/86 - Al Ittihad - 1986/87 - Al Nasr - 1987/88 - Al Ittihad - 1988/89 - Al Ittihad |  | - 1989/90 - Al Ittihad - 1990/91 - Al Ittihad - 1991/92 - Al Ahly Benghazi - 1992/93 - Al Ahly Tripoli - 1993/94 - Al Ahly Tripoli - 1994/95 - Al Ahly Tripoli - 1995/96 - Al Shat Tripoli - 1996/97 - Al Tahaddy - 1997/98 - AL Mahalah - 1998/99 - AL Mahalah - 1999/00 - Al Ahly Tripoli - 2000/01 - Al Madina - 2001/02 - Al Ittihad - 2002/03 - Al Ittihad - 2003/04 - Al Olympic - 2004/05 - Al Ittihad - 2005/06 - Al Ittihad - 2006/07 - Al Ittihad - 2007/08 - Al Ittihad - 2008/09 - Al Ittihad - 2009/10 - Al Ittihad - 2010/11 - Kampioenschap niet beëindigd - 2011/12 - Geen kampioenschap - 2012/13 - Geen kampioenschap - 2013/14 - Al Ahly Tripoli |